# Josie Bissett
Josie Bissett (Seattle, 5 oktober 1970), geboren als Jolynn Christine Heutmaker, is een Amerikaans actrice.
Bissett is het meest bekend van haar rol als Jane Andrews Mancini in de televisieserie Melrose Place waar zij in 172 afleveringen speelde.

## Biografie
Bissett heeft de high school doorlopen aan de Thomas Jefferson High School in Auburn (Washington). Op twaalfjarige leeftijd begon zij haar carrière met commercials en op zestienjarige leeftijd ging zij voor haar carrière naar Japan om na een jaar later naar Hollywood te gaan.
Bissett was van 1992 tot en met 2006 getrouwd met Rob Estes met wie zij een zoon en dochter heeft. Zij woont nu met haar kinderen in Seattle.

## Filmografie

### Films
Uitgezonderd korte films.
- 2016 Operation Chromite - als Jean
- 2016 Pregnant at 17 - als Sonia
- 2015 Her Own Justice - als Nora Betnner
- 2014 Paper Angels - als Lynn Brandt
- 2013 Christmas with Tucker - als Jill
- 2008 The Other Woman – als Jill Plumley
- 2006 Obituary – als Denise Wilcox
- 2005 I Do, They Don’t – als Carrie Lewellyn
- 1999 The Sky's on Fire – als Jennifer Thorne
- 1998 Baby Monitor: Sound of Fear – als Ann
- 1995 Dare to Love – als Jessica Wells
- 1994 Deadly Vows – als Bobbi Gilbert Weston
- 1992 Secrets – als Gaby Smith
- 1992 Mikey – als Jessie Owens
- 1991 All-American Murder – als Tally Fuller
- 1991 Posing: Inspired by Three Real Stories – als Claire
- 1991 The Doors – als vriendin van Robby Krieger
- 1990 Book of Love – als Lily
- 1990 Desideri – als Jessica Harrison
- 1989 Paura nel buio – als Daniela Foster

### Televisieseries
uitgezonderd eenmalige gastoptredens.
- 2016 - 2021 Wedding March - als Olivia Pershing - 6 afl.
- 2017 - 2018 When Calls the Heart - als AJ Foster - 4 afl.
- 2008 – 2013 The Secret Life of the American Teenager – als Kathleen Bowman – 90 afl.
- 2009 – 2010 Melrose Place – als Jane Andrews – 2 afl.
- 1992 – 1999 Melrose Place – als Jane Andrews Mancini – 172 afl.
- 1990 – 1991 Valerie –als Cara – 16 afl.

- Biblioteca Nacional de España: XX1789544
- Bibliothèque nationale de France: cb141562498 (data)
- International Standard Name Identifier: 0000 0000 5945 2002
- Library of Congress Control Number: no2001034216
- Nationale Bibliotheek van Polen: a0000001739293
- Virtual International Authority File: 64215046
- WorldCat: E39PBJjmP4H3ffRjWbkBgGcdcP